# 威風堂々/JOYFUL, JOYFUL
『威風堂々/JOYFUL, JOYFUL』（いふうどうどう / ジョイフル、ジョイフル）は、平原綾香の23枚目のシングルである。

## 解説
エドワード・エルガーが作曲した『威風堂々』第1番の中間部の旋律をアレンジしたものである。テレビ朝日系ドラマ『臨場』主題歌。

## 楽曲解説

### 威風堂々
エドワード・エルガーが作曲した『威風堂々』第1番の中間部の旋律に独自の日本語歌詞を付け、アレンジを加えて仕上げたものである。

### JOYFUL, JOYFUL
ルートヴィヒ・ヴァン・ベートーヴェン作曲の『交響曲第9番』の終楽章「歓喜の歌」が原曲で、これにアレンジを加えて制作された楽曲である。平原にとってデビューのきっかけを作ってくれた楽曲であり、思い入れの強い曲であるという。

## 収録曲
1. 威風堂々
作詞：平原綾香 / 作曲：エドワード・エルガー / 編曲：坂本昌之
テレビ朝日系ドラマ『臨場』主題歌
2. JOYFUL, JOYFUL
作詞：Vincent Brown、Anthony Criss、Kier Gist、Berry Gordy、Alphonso Mizell、Terry Lewis、Frederick James Perren、Deke Richards、James Harris / 作曲：ルートヴィヒ・ヴァン・ベートーヴェン / 編曲：坂本昌之
3. 威風堂々 (Instrumental)
4. JOYFUL, JOYFUL (Instrumental)

## 楽曲の収録アルバム
威風堂々
- 『my Classics 2』

JOYFUL, JOYFUL
- 『my Classics 2』